# Louis Frédéric Fouquier-Long
 (janvier 2024).
Si vous disposez d'ouvrages ou d'articles de référence ou si vous connaissez des sites web de qualité traitant du thème abordé ici, merci de compléter l'article en donnant les références utiles à sa vérifiabilité et en les liant à la section « Notes et références ».
Louis Frédéric Gilbert François Fouquier-Long est un manufacturier fabricant d'indiennes et homme politique français né le 26 octobre 1780 à Beauvais (Oise) et décédé le 8 septembre 1842 à Elbeuf (Seine-Maritime).

## Biographie

### Vie privée
Issu d'une très ancienne famille de Picardie, il est le fils majeur de Charles François Robert Fouquier, seigneur de La Houssoye, ancien manufacturier, et de Charlotte Sophie Sutaine. Il épouse le 1er juillet 1806 à Rouen, Aimée Charles Long, fille de Louis Étienne Long, manufacturier associé d'indiennes à Déville-lès-Rouen. Selon un dictionnaire parlementaire du XIXe siècle, citant une biographie royaliste de l'époque, « sa famille fut scandalisée de le voir faire un mariage d'argent ». Il a trois enfants, dont une fille qui épouse à Elbeuf Victor Grandin, manufacturier et futur député de la monarchie de Juillet, le 7 octobre 1827.
Fouquier-Long meurt âgé de soixante-deux ans après quelques jours d'une maladie causée par une chute. Mathieu Bourdon, maire d'Elbeuf, est un des déclarants qui signent l'acte de décès. Sa veuve Charles-Aimée née Long, Achille et Frédéric Fouquier ses fils, habitant Paris tous les trois, achètent à la ville une concession perpétuelle au cimetière Saint-Jean, le 12 novembre 1843. Leur tombeau est encore visible. Une rue décidée en 1836, relie la rue du Neubourg à celle du Bout-du-Gard ; après sa mort, elle prendra le nom de rue Fouquier-Long.[réf. nécessaire]

### Vie publique

#### Un grand manufacturier
En 1806, la manufacture de Déville-lès-Rouen qu'il sera appelé à diriger emploie 250 ouvriers ; la production annuelle est de 10 000 pièces (1/5 en siamoises du pays, 1/5 en calicots du pays, 3/5 en toile des Indes). Louis Long meurt en 1801, laissant quelque 200 000 F de biens. En 1809, la maison devient « Manufacture Veuve Louis Long, Boudehan et Fouquier », puis de 1812 à 1813 « Manufacture Veuve Louis Long et Fouquier ». C'est le gendre qui prend la tête de l'entreprise désormais connue sous le nom de Fouquier-Long. D’une valeur estimée de 600 à 700 000 F en 1809, l'établissement est réputé pour la qualité de ses imprimés.[réf. nécessaire]
Le Premier Consul s'y attarde lors de son voyage normand en 1802, et l'impératrice Marie-Louise y fait une visite en 1813. En 1829, Marie-Thérèse Charlotte de France, duchesse d’Angoulême (fille de Louis XVI), l'honore à son tour de sa visite ; elle admire les machines d'imprimerie  d'indiennes de Fouquier-Long et d'Henri Barbet à Déville et donne une somme de 300 F pour les ouvriers de chaque établissement.

#### Carrière politique
Louis Frédéric Fouquier-Long est royaliste, fidèle au choix par ses parents de son premier prénom[réf. nécessaire].
Il est maire de Déville-lès-Rouen de septembre 1815 à juin 1819, conseiller général, conseiller d'arrondissement, juge au Tribunal de commerce et membre de la Chambre de commerce de Rouen. Il est élu au Conseil général du commerce après avoir quitté ses fonctions parlementaires, mais « il ne put siéger parce qu'il porta ombrage à un ministre du gouvernement nouveau qui, chose étrange, força la Chambre de commerce de Rouen à révoquer sa nomination ».
Il est élu député sous la Restauration aux élections de la « Chambre retrouvée » du 6 mars 1824 par 468 voix sur 802 votants et 909 inscrits ; il siège dans la majorité ministérielle. Le mandat politique de Fouquier-Long se déroule sous Charles X et le ministère de Villèle, « le moins ultra des ultras ». 
S'il ne fut jamais ministre, Fouquier-Long occupa certaines fonctions au sein de la Chambre des députés. En 1824, il est élu rapporteur de plusieurs commissions : 
- le 24 mai, du Projet de loi sur la navigation ;
- le 4 juillet du Projet de loi sur les douanes (il en sera le rapporteur, pendant trois années parlementaires) ;
- le 29 décembre de la commission « sur les pétitions ». Celle-ci est chargée en janvier 1825 d’examiner une proposition visant à nommer Louis XVIII (mort le 16 septembre 1824) Louis Le Sage-Bien-Aimé. Fouquier-Long propose de le nommer Louis-le-Désiré : « ce surnom apprendra à la prospérité que notre souverain légitime, absent de son royaume, fut longtemps présent à la pensée de ses sujets. Et en effet, Messieurs, tandis que Louis offrait au monde l'exemple de toutes les vertus, pouvait-il cesser de régner sur nos cœurs ? ».

Les années suivantes, il est membre ou rapporteur d’autres commissions dont celle chargée de rédiger L'Adresse au roi en réponse au discours du trône sur le budget, sur les douanes ; de celle qui est chargée de l'examen préparatoire du Code forestier. Il est également chargé de soumettre au vote des députés le projet de budget (innovation capitale de la Restauration) dans des conditions difficiles.
Villèle le charge du rapport de la loi sur « le milliard des émigrés », visant à indemniser les aristocrates dépossédés de leurs biens sous la Révolution, texte passionnément débattu, qui sera promulgué le 28 avril 1825. Il interviendra à maintes reprises sur le sujet en examinant les propositions visant par exemple à associer les soldats et les domestiques des émigrés à l’indemnisation, ce qu'il refuse. Devant l'hostilité grandissante de l'opinion s'exprimant dans la presse, qui l'attaque, Villèle tente de « reprendre la main » et provoque de nouvelles élections en novembre 1827, qui lui sont défavorables, entraînant entre autres l'éviction de Fouquier-Long.
Ce dernier est ensuite administrateur (« bien-pensant » selon Jean Vidalenc[réf. nécessaire]) des Hospices de Rouen. Sous la Restauration, « les sœurs ont peu à peu retrouvé une bonne partie de leurs prérogatives et on observe un retour en force de la religion au sein de l'institution hospitalière ». Significativement, en 1817 l'« Hospice d'Humanité » redevient l'« Hôtel-Dieu » qui avait été débaptisé lors de la Révolution (d'après l'historien Yannick Marec[réf. nécessaire]).
Après les Trois Glorieuses, Fouquier-Long est de nouveau candidat aux élections de 1830 puis de 1834 dans l'arrondissement du Havre, mais il ne réunit à Bolbec que 77 voix sur 385 votants.

#### Opinions

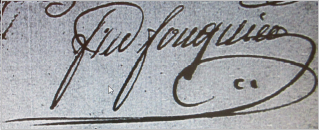
Signature de Fouquier-Long sur acte de mariage.

D'après ses interventions parlementaires, il semble proche de la pensée de Joseph de Maistre, mais s'exprime rarement sur les théories politiques. Le Journal de Rouen cite parmi ses opposants libéraux, Benjamin Constant, Maximilien-Sébastien Foy, Stanislas de Girardin, Casimir Périer.